# Leszko II

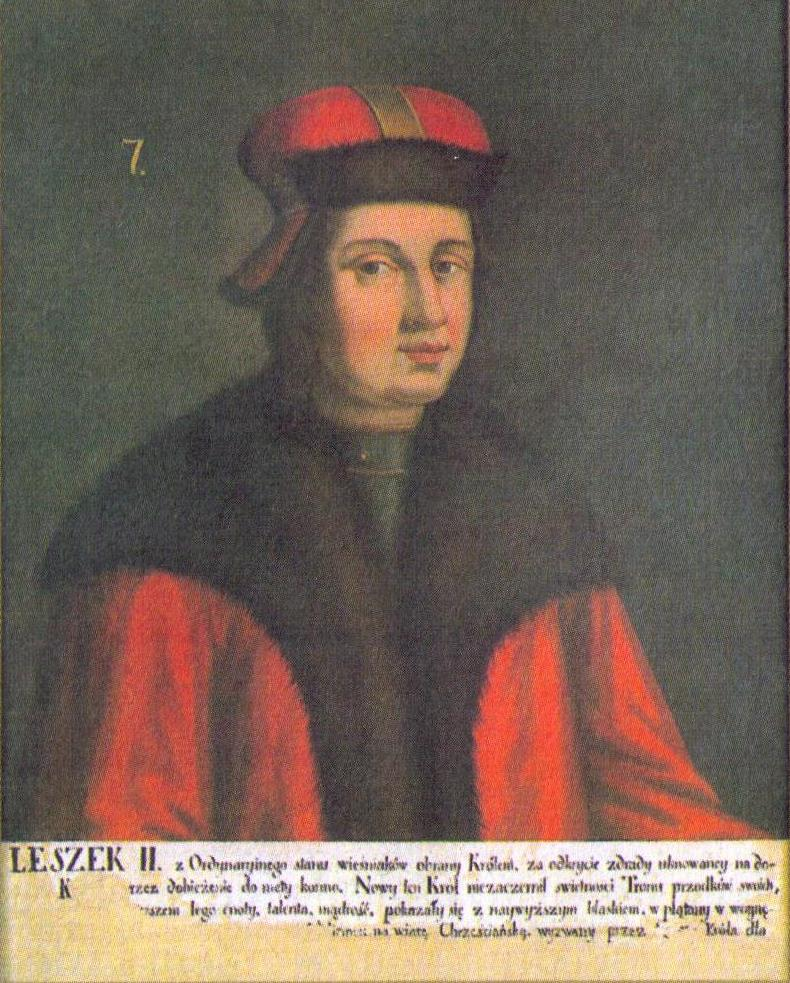
Leszko II

Leszko II (Leszek, Lestek, Lestko) – legendarny władca Polski, po raz pierwszy wzmiankowany w Kronice Wincentego Kadłubka. Rzekomy protoplasta legendarnej dynastii Popielidów, ojciec Leszka III, dziad Popiela I i pradziad Popiela II.

## W kronice Kadłubka
Według Kadłubka po śmierci Leszka I, który zmarł bezdzietnie, nastało bezkrólewie. Kraj pogrążył się w walkach o władzę. Ostatecznie zadecydowano o wyłonieniu nowego władcy w wyścigach konnych. Nowym kniaziem miał zostać ten, kto pierwszy dotknie wyznaczonego słupa. Między zawodnikami był nieznany z imienia młodzieniec. Na drodze, przez którą miała przebiegać trasa wyścigu, porozrzucał żelazne kolce, sam sobie zaś zostawił wolną od kolców dróżkę.
Gdy nadszedł dzień wyścigu, dwóch młodzieńców postanowiło dla zabawy biec tą drogą. Raniąc sobie stopy o leżące na drodze kolce odkryli cały podstęp. Podczas zawodów sprawca podstępu pogalopował swoją sekretną dróżką, natomiast jeden z młodzieńców, który świadom podstępu również podkuł swojego konia, pogalopował do mety i jako pierwszy dotknął słupa. Drugi młodzieniec w tym czasie wzbudzając śmiech gawiedzi poszedł na piechotę, a na dodatek okrężną drogą. Przy słupie wydało się jednak całe oszustwo, kiedy to zauważono, że koń zwycięzcy jest podkuty. Oszust został natychmiast rozszarpany przez wzburzony lud, a drugi młodzieniec został obwołany kniaziem i przyjął imię Leszek.

## Późniejsze wersje legendy
Legenda o Leszku II została nieco zmodyfikowana przez Kronikę wielkopolską, a za nią przez Długosza. Według tej wersji opowieści sprawca podstępu z żelaznymi kolcami nosił imię Leszek, natomiast podstęp odkrył jeden młodzieniec, również noszący to imię. Pierwszy do mety przybył Leszek-oszust i po odkryciu podstępu został skazany na śmierć, a nowym księciem został Leszek odkrywca podstępu.
Długosz sławił talenty wojskowe władcy, jego umiarkowanie i wspaniałomyślność. Leszko miał według kronikarza toczyć zwycięskie wojny z Węgrami, Morawianami, Czechami i Niemcami. Panować miał długo i dożyć sędziwego wieku, aż zginął w bitwie z synem Karola Wielkiego.